# Jean-François Delassus
Pour les articles homonymes, voir Delassus.
Jean-François Delassus est un journaliste et un réalisateur français de documentaires né en 1942.

## Biographie
- Journaliste pour France Inter et Europe 1
- Correspondant Extrême-Orient pour Le Figaro

## Distinctions
- 1971 : Prix Albert-Londres de la presse écrite pour Le Japon : Monstre ou modèle.

## Ouvrages
- Le Japon : Monstre ou modèle, Hachette, coll. « On en parle », 1970, 319 p.
- Les Plus belles lettres d'amour, J.-C. Lattès, 1983, 167 p.

## Documentaires
- 1977 : Foch pour vaincre
- 1978 : Lazare Carnot : le glaive de la révolution
- 1978 : La Banqueroute de Law
- 1979 : Ann Dollwood
- 1979 : Bernard Quesnay
- 1981 : L'Âge d'aimer
- 1982 : Le Pouvoir d'inertie
- 1988 : L'Argent du mur
- 1989 : Lundi noir
- 1992 : Fusion
- 1994 : La Bataille du riz
- 1994 : La Bataille du charbon
- 1995 : Plus chaud que mille volcans
- 1995 : Nous irons tous à l'Élysée
- 1995 : Le Siège de la Rochelle : les grandes batailles du passé
- 1995 : Alsace-Vegas
- 1996 : Hitler Staline : liaisons dangereuses
- 1996 : Hoover, le plus grand ripou d'Amérique
- 1996 : Le Fils de l'ours
- 1999 : Les Mystères des pyramides
- 1999 : Les Hommes en noir
- 2000 : Une sacrée vacherie
- 2001 : Les Mystères des cathédrales
- 2002 : Mai 40 : les 30 jours du désastre
- 2002 : Au temps de l'Empire Romain
- 2003 : Au temps de Charlemagne
- 2003 : Au temps des croisades
- 2004 : Luther contre le pape
- 2004 : La Tempête du siècle : 26 décembre 1999 avec Jacques Pessis
- 2005 : Dunkerque : la dernière forteresse d'Hitler
- 2006 : Austerlitz : la victoire en marchant
- 2006 : Les Derniers jours de Anouar el Sadat
- 2007 : Les Derniers jours de Marlon Brando
- 2008 : 14-18 : le bruit et la fureur
- 2008 : L'Affaire Farewell
- 2009 : Les Dernières heures du mur
- 2011 : Le Front populaire, à nous la vie
- 2015 : Délivrance. Noël 1944-8 mai 1945, une fin de guerre
- 2016 : Somme 1916, la bataille insensée